# Maria Eckhardt
Maria Eckhardt (zm. 1971) – polska „Sprawiedliwa wśród Narodów Świata”.

## Życiorys
W trakcie II wojny światowej zaangażowała się w pomoc ludności żydowskiej. Jej dzieci zaprzyjaźnione były z Kaliną Kleinberg. Uczęszczały razem do tej samej szkoły muzycznej w Tarnopolu. Gdy na tym terenie pojawili się Niemcy, ludność żydowska stanęła przed ryzykiem eksterminacji. Maria Eckhardt pozwalała swoim dzieciom bawić się z Kaliną, a w 1943 r., gdy rozpoczęto likwidację Żydów, przygarnęła ją pod swój dach pomimo ogromnego zagrożenia wykryciem. W swojej sypialni urządziła dla niej kryjówkę za lustrem i dbała o wszystkie jej potrzeby, nie oczekując niczego w zamian. Maria opiekowała się Kaliną aż do kwietnia 1944 r., gdy na te tereny wkroczyła Armia Czerwona.  
17 marca 1996 r. Instytut Jad Waszem uhonorował Marię Eckhardt medalem „Sprawiedliwy wśród Narodów Świata”.